# Alfons Arts
Alfons Arts (Zeist, 29 agosto 1965) è un allenatore di calcio ed ex calciatore olandese, di ruolo difensore.